# Врело (река)
Река Врело се налази на десној обали Дрине, у насељу Перућац, 13 km узводно од Бајине Баште и припада Националном парку Тара. Важи за једну од најкраћих река у Европи. Ток реке је дугачак онолико колико година има дана (тачно 365 m), па се због дужине свога тока зове и река Година. 

## Карактеристике
Река Врело настаје од јаког крашког врела Перућац на надморској висини од 234 метра у подножју планине Таре. Вода Врела потиче од дренираних падавина са пространог платоа Таре. Просечна издашност Перућачког врела износи 330 l/s, док је просечна температура воде око 10 степени. Дужина њеног тока се не мења јер истиче из крашког терена, а на ушћу се такође налазе чврсте стене које вода не може да однесе. Врело је бистра речица, кажу „бистра као око”. Својим водопадом висине 10 m се улива у реку Дрину и прави велики и изузетно леп водопад. Вода се уз јак хук улива у Дрину и при томе се подиже прави облак од ситних капи, па је на овом месту, чак и у врелим летњим данима изузетно свеже и пријатно. Иако тако кратка, ова речица поседује све оно што имају и оне много веће светске реке – велики моћни извор, један рибњак на десној обали, воденицу на левој обали, једну леву притоку у виду бистрог поточића, насеље на левој обали, два моста.. Водопад реке Врело привлачи огроман број туриста, нарочито у време Дринске регате, туристичке манифестације која се у летњим месецима одржава у овом крају. Изнад саме речице налази се истоимени ресторан са предивном терасом. Река је на неколико места премошћена дрвеним терасама на које су постављени столови. Већина баштенских столова је уз сам водопад. Столетно дрвеће наткриљује цео баштенски део ресторана, стварајући пријатну хладовину за многобројне туристе. 

## Флора и фауна
Врело је порибљено калифорнијском пастрмком (Oncorhynchus mykiss). По хумкама и обалама Врела расту јова, јаребика, јасен, горски јавор, брест, црна зова, орах...

## Занимљивости
- Река Година не мења дужину ни милиметар, због чега се верује да млади, пре него што ступе у брак, треба да дођу на њену обалу како би њихова љубав остала заувек непромењена. Кажу да је ова речица мистична и да је многима помогла да добију потомке и отклоне разне психофизичке тегобе. Како се верује, срећа чека сваког ко препешачи цео њен ток и притом јој дарује новчић који је преноћио под јастуком. Многи тврде да су им се жеље испуниле у року од 365 дана након што што су се први пут над „Годином” помолили.[2]

## Значај
- На реци је 1927. године пуштена у рад мала хидроелектрана Врело, са снагом од 60 kw и просечном годишњом производњом 300.000 kwh, по пројекту др Миладина Пећинара.
- Дрина са реком Врело је у акцији избора седам српских чуда у организацији Туристичке организације Србије проглашена за прву природну лепоту Србије.